# ماتسودایرا ایه‌موتو
ماتسودایرا ایه‌موتو انگلیسی: Matsudaira Iemoto (松平 家元) (۱۵۴۸ – ۱۶۰۳ میلادی)
یک سامورایی در دوره سنگوکو و برادر ناتنی توکوگاوا ایه‌یاسو بود.